# Славянский (футбольный клуб)
«Сла́вянский» — бывший муниципальный футбольный клуб из Славянска-на-Кубани (Краснодарский край), Выступал во Втором дивизионе России.

## История
Клуб был основан в 2010 году как команда Славянского района Краснодарского края и принял участие в Кубке Губернатора. В 2011 году команда получила название «Славянский».
Учредителем муниципального автономного учреждения была администрация Славянского района Краснодарского края. Финансирование клуба полностью осуществлялось из бюджета муниципального района. Мэр Славянска-на-Кубани принял решение расформировать команду после завершения сезона 2012/2013.

## Цвета клуба
| Белый | Зелёный |

## Статистика выступлений
| Сезон   | Лига                       | Место | И  | В  | Н  | П  | Мячи  | О  | Кубок | Примечания    |
| ------- | -------------------------- | ----- | -- | -- | -- | -- | ----- | -- | ----- | ------------- |
| 2011/12 | Второй дивизион. зона «Юг» | 3     | 34 | 18 | 10 | 6  | 47-24 | 64 | 1/512 | —             |
| 2012/13 | Второй дивизион. зона «Юг» | 12    | 32 | 9  | 12 | 11 | 42-44 | 39 | 1/128 | Расформирован |